# Thalia (charit)

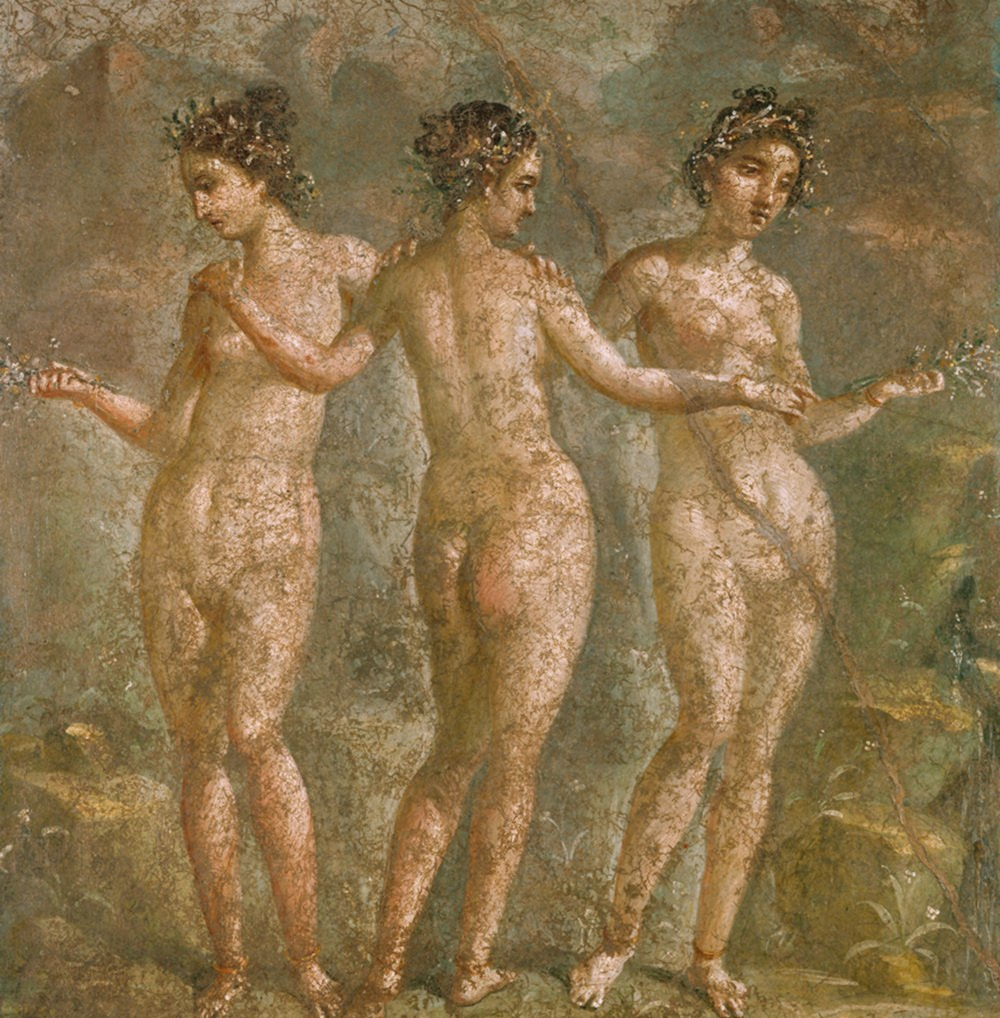
De tre gracerna, fresk från Pompeji.

Thalia (grekiska Thaleia ’den blomstrande’) var en av de tre gracerna eller chariterna i grekisk mytologi. Hon var dotter till guden Zeus och havsnymfen Eurynome. Tillsammans med sina två systrar tillhörde hon gudinnan Afrodites tjänarinnor.